# یوفون
یوفون (انگلیسی: یوفون) شرکت مخابرات پاکستانی است، که در سال ۲۰۰۱ تأسیس شد.